# Хохо
Хохо (енгл. Hhohho) је најгушће насељена покрајина Свазиленда. Главни град је Мбабане. Има површину од 3.625,17 km² и популацију од 320.651 становника према попису из 2017. године.  

## Положај
Налази се на северозападу државе. На северу и западу се граничи са ЈАР-ом, на истоку са покрајином Лубомбо, а на југу са покрајином Манзини. 

## Административна подела
Покрајина Хохо је подељена на 14 инкхундли, од којих свака бира свог представника у Скупштини. Инкхундле су подељене на умпхакатсије:
- Хуквини: Ламгабхи и Длангени.
- Лобамба: Езабени, Езулвини, Елангени, Лобамба и Нканини.
- Мадлангемписи: Ебуланзени, Кадвоколвако, Кагукука, Казандондо и Емзацени.
- Мапхалалени: Нсингвени, Мапхалалени, Мадлоло, Емценгени, Касико, Еситсени, Ентсањени, Емфени и Мабелени.
- Маиване: Мкхвени, Мавула, Мкхузвени, Емфасини и Херефордс.
- Источна Мбабана: Фонтеин, Сидвасхини, Макоболване, Мнтулвини, Мцозини, Мнцитсини, Цорпоратион и Гобхоло.
- Западне Мбабана: подељена на Бахаи, Мангванени и шест нумерисаних зона од 1 до 6.
- Мхлангатане: Сидвасхини, Мангвени, Нхлангуиавука, Ндввабангени, Зиниане, Ниакатфо, Мпофу, Мавула, Малибени и Мањенгени.
- Мотјана: Сипоцосини, Есигангени, Екупхелени, Мотјане, Лухлендлвени, Мполоњени и Мантабени.
- Ндзингени: Лудлавини, Ндзингени, Емвума, Емгунгунлову, Нкаманзи, Буландзени и Нговане.
- Нкахаба: Ејубуквени, Нкаба, Емдзимба и Екувињелвени.
- Нтфоњени: Ломсхиио, Мсхингисхингини, Кандвандве, Вусвени, Мвембили, Ххелеххеле и Масхобени.
- Пигс Пикс: Енгинамадоло, Енсангвини, Камкхвели, Луххуманени, Булембу и Еквакхени.
- Тимписини: Масхобени, Лудзибини, Мвембили и Каххоххо.